# Saint-Philbert-des-Champs
Saint-Philbert-des-Champs è un comune francese di 715 abitanti situato nel dipartimento del Calvados nella regione della Normandia.

## Società

### Evoluzione demografica
Abitanti censiti